# Джанкарло Берчелино
Джанкарло Берчелино (на италиански: Giancarlo Bercellino) е италиански футболист, защитник.

## Кариера
На клубно ниво Берчелино е най-известен с играта си за Ювентус, за когото има над 200 мача във всички турнири между 1961 и 1969 г. Отбелязва 14 гола и печели титлата в Серия А и Копа Италия. Той също така играе за Алесандрия, Бреша и Лацио.
На международно ниво, Барчелино представя Италия шест пъти между 1965 и 1968 г. и е част от отбора, който печели Евро 1968 на родна почва.

## Отличия

### Отборни
Ювентус
- Серия А: 1966/67
- Копа Италия: 1964/65

### Международни
Италия
- Европейско първенство по футбол: 1968